# 艾格蒙特伯爵夫人艾麗西婭·溫德姆

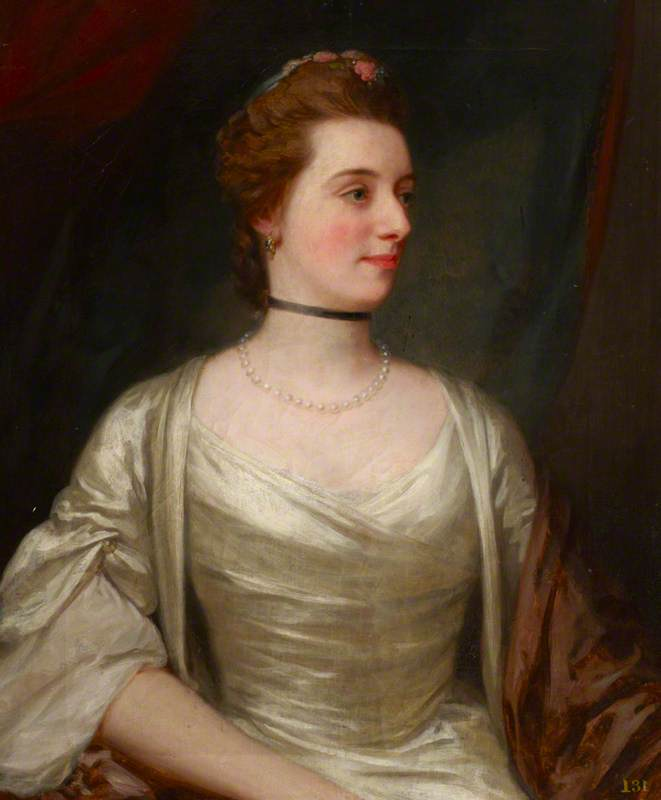
艾丽西娅·玛丽亚·卡彭特，埃格雷蒙特 伯爵夫人 (托马斯•菲利普斯)

埃格蒙特伯爵夫人，艾丽西亚温德姆（1720年代约1726年—1794年6月1日），原名艾丽西亚·玛丽亚·卡彭特勳爵，是第二代艾格蒙特伯爵查尔斯·温德姆的妻子。
她的父亲是乔治·卡彭特，基拉吉的第二代卡彭特男爵，一名士兵和国会议员。他的妻子是前伊丽莎白·佩蒂。她的哥哥乔治成为了蒂康奈尔伯爵。
艾丽西亚在1750年3月12日嫁给了伯爵 
伯爵和伯爵夫人有六个孩子：
- 乔治·奥布莱恩·温德姆 (George O'Brien Wyndham)，第三代埃格雷蒙特伯爵(1751–1837)，继承了他父亲的伯爵领地；
- 伊丽莎白·艾丽西亚·玛丽亚·温德姆夫人(1752–1826)，嫁给第一代卡那封伯爵亨利·赫伯特，并育有子女；
- 弗朗西斯·温德姆夫人（1755-1795 年），与第一代罗姆尼伯爵查尔斯·马香结婚并育有子女；
- 亲爱的。珀西·查尔斯·温德姆(1757–1833)，未婚而死；
- 亲爱的。查尔斯·威廉·温德姆(1760–1828)，与安妮·芭芭拉·弗朗西斯·维利尔斯夫人结婚，没有孩子；
- 亲爱的。威廉·弗雷德里克·温德姆(1763–1828), [3]与第六代巴尔的摩男爵弗雷德里克·卡尔弗特的女儿弗朗西丝·玛丽·哈福德结婚并育有子女；他的第二任妻子是 Julia de Smorzewska, Countess de Spyterki，他也与她育有子女。

1761年，她成为英国国王乔治三世的王后夏洛特的第一位卧房夫人；在1794年去世之前，她一直留在女王的家中
1767年6月6日，在她的第一任丈夫去世后，她嫁给了汉斯·莫里茨·冯·布鲁尔伯爵。他们有一个孩子，哈里特·布鲁尔，于1853年去世。哈里特与第六任波尔瓦思勋爵休·斯科特结婚，并育有子女（包括第七任波尔瓦斯勋爵亨利·赫本·斯科特）。